# Cáchira
Cachira é um município da Colômbia, localizado no departamento de Norte de Santander.